# Manneville-ès-Plains
Pour les articles homonymes, voir Manneville et Plains.
Manneville-ès-Plains est une commune française située dans le département de la Seine-Maritime en région Normandie.

## Géographie

### Localisation
Manneville-ès-Plains est un village normand limitrophe de la Manche (mer), situé à 30 km au sud-ouest de Dieppe et à 20 km au nord-est de Fécamp.
| Saint-Valery-en-Caux | Manche               | Manche                |
| Saint-Valery-en-Caux | Manneville-ès-Plains | Veules-les-Roses      |
| Cailleville          |                      | Gueutteville-les-Grès |

### Hydrographie
La commune est située dans le bassin Seine-Normandie. Elle n'est drainée par aucun cours d'eau,.

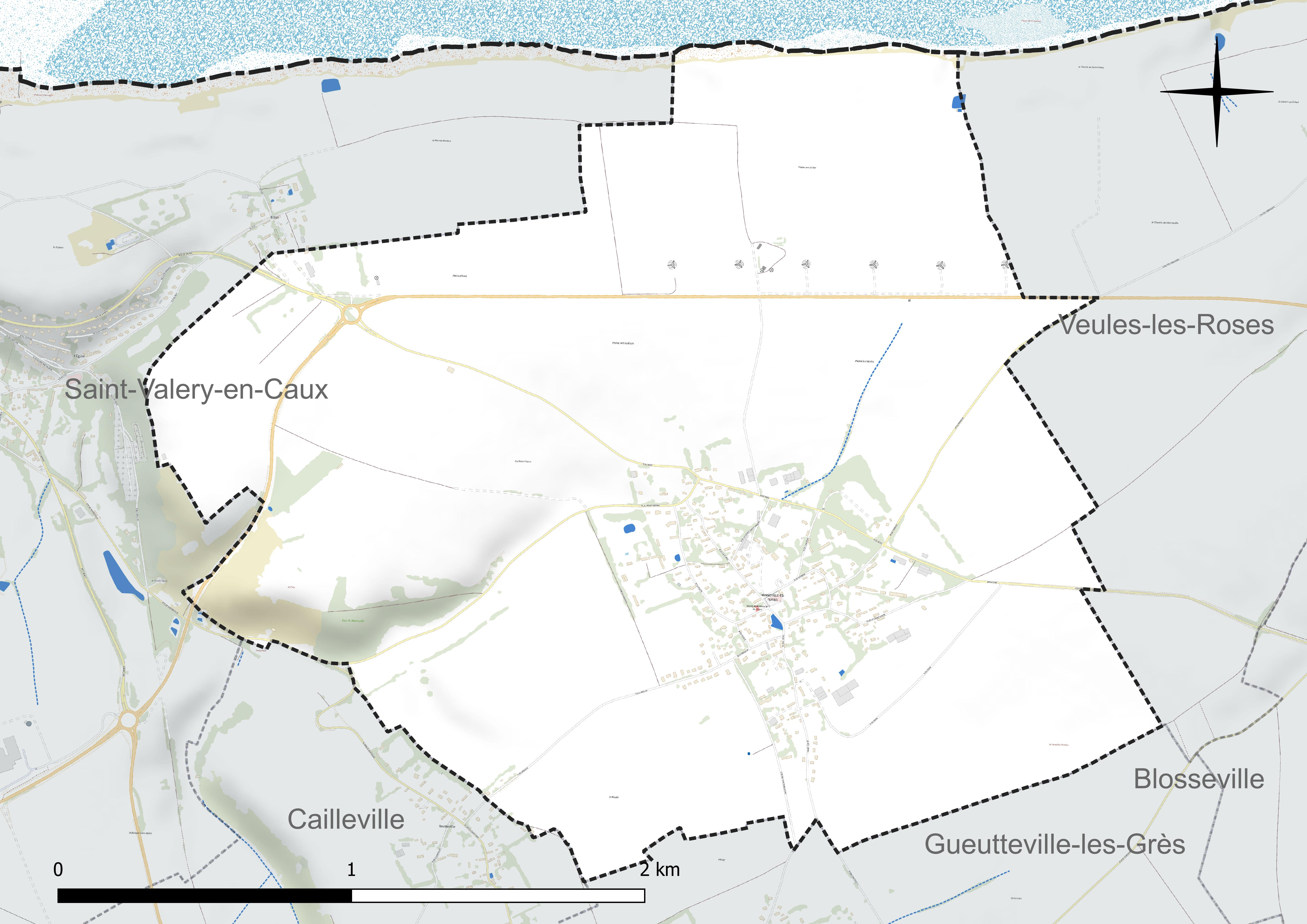
Réseau hydrographique de Manneville-ès-Plains.

### Climat
Pour des articles plus généraux, voir Climat de la Normandie et Climat de la Seine-Maritime.
En 2010, le climat de la commune est de type climat océanique franc, selon une étude du CNRS s'appuyant sur une série de données couvrant la période 1971-2000. En 2020, Météo-France publie une typologie des climats de la France métropolitaine dans laquelle la commune est exposée à un climat océanique et est dans la région climatique Côtes de la Manche orientale, caractérisée par un faible ensoleillement (1 550 h/an) ; forte humidité de l’air (plus de 20 h/jour avec humidité relative > 80 % en hiver), vents forts fréquents. Parallèlement le GIEC normand, un groupe régional d’experts sur le climat, différencie quant à lui, dans une étude de 2020, trois grands types de climats pour la région Normandie, nuancés à une échelle plus fine par les facteurs géographiques locaux. La commune est, selon ce zonage, exposée à un « climat maritime », correspondant au Pays de Caux, frais, humide et pluvieux, légèrement plus frais que dans le Cotentin.
Pour la période 1971-2000, la température annuelle moyenne est de 10,5 °C, avec une amplitude thermique annuelle de 13 °C. Le cumul annuel moyen de précipitations est de 911 mm, avec 12,4 jours de précipitations en janvier et 8,6 jours en juillet. Pour la période 1991-2020, la température moyenne annuelle observée sur la station météorologique la plus proche, située sur la commune de Dieppe à 24 km à vol d'oiseau, est de 11,3 °C et le cumul annuel moyen de précipitations est de 805,2 mm,. Pour l'avenir, les paramètres climatiques de la commune estimés pour 2050 selon différents scénarios d’émission de gaz à effet de serre sont consultables sur un site dédié publié par Météo-France en novembre 2022.

## Urbanisme

### Typologie
Au 1er janvier 2024, Manneville-ès-Plains est catégorisée commune rurale à habitat dispersé, selon la nouvelle grille communale de densité à sept niveaux définie par l'Insee en 2022.
Elle est située hors unité urbaine. Par ailleurs la commune fait partie de l'aire d'attraction de Saint-Valery-en-Caux, dont elle est une commune de la couronne,. Cette aire, qui regroupe 17 communes, est catégorisée dans les aires de moins de 50 000 habitants,.
La commune, bordée par la Manche, est également une commune littorale au sens de la loi du 3 janvier 1986, dite loi littoral. Des dispositions spécifiques d’urbanisme s’y appliquent dès lors afin de préserver les espaces naturels, les sites, les paysages et l’équilibre écologique du littoral, tel le principe d'inconstructibilité, en dehors des espaces urbanisés, sur la bande littorale des 100 mètres, ou plus si le plan local d’urbanisme le prévoit.

### Occupation des sols
L'occupation des sols de la commune, telle qu'elle ressort de la base de données européenne d’occupation biophysique des sols Corine Land Cover (CLC), est marquée par l'importance des territoires agricoles (90,8 % en 2018), une proportion sensiblement équivalente à celle de 1990 (91,5 %). La répartition détaillée en 2018 est la suivante :
terres arables (81,4 %), zones urbanisées (9,2 %), prairies (9 %), zones agricoles hétérogènes (0,4 %). L'évolution de l’occupation des sols de la commune et de ses infrastructures peut être observée sur les différentes représentations cartographiques du territoire : la carte de Cassini (XVIIIe siècle), la carte d'état-major (1820-1866) et les cartes ou photos aériennes de l'IGN pour la période actuelle (1950 à aujourd'hui).

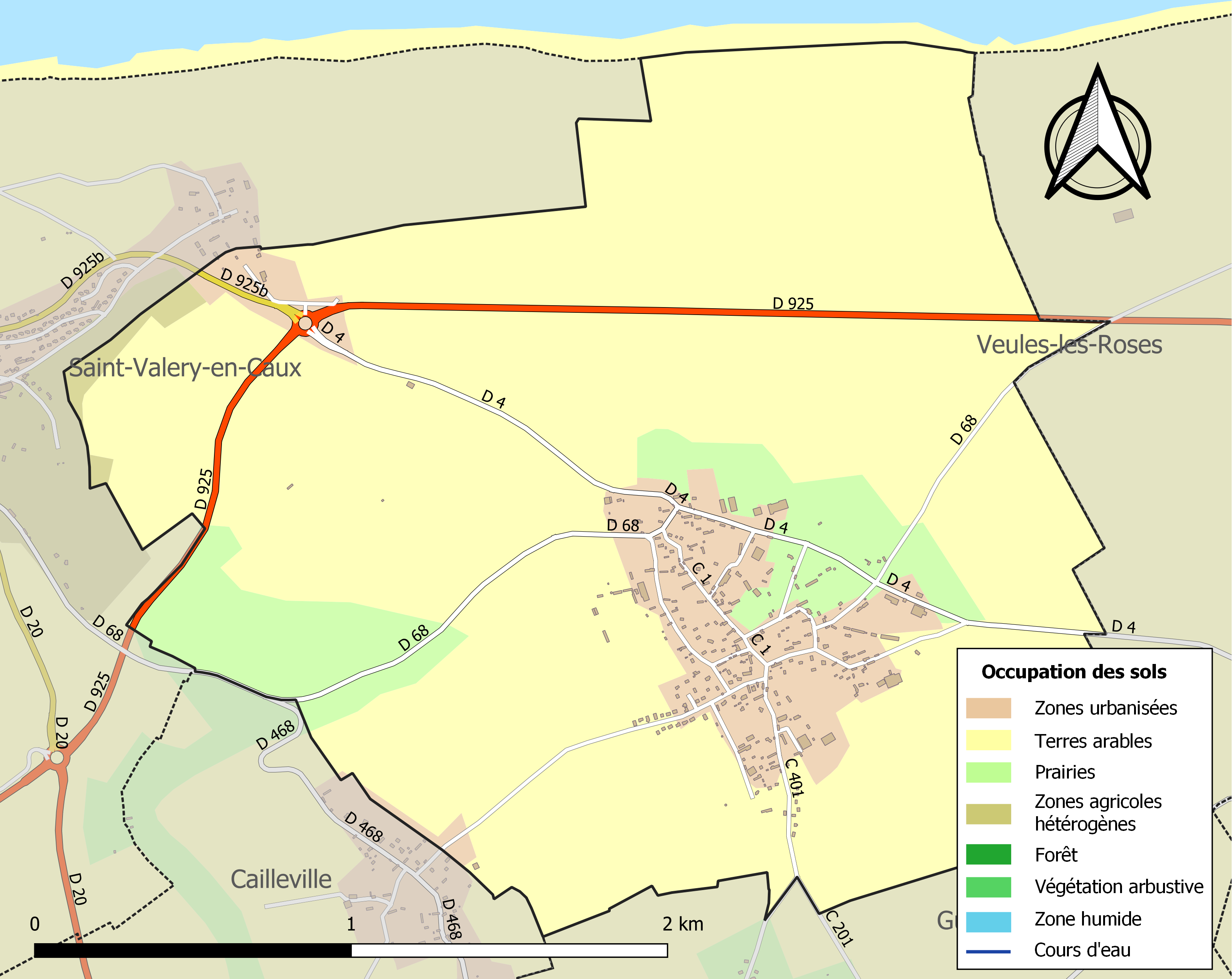
Carte des infrastructures et de l'occupation des sols de la commune en 2018 (CLC).

## Toponymie
Le nom de la localité est attesté sous les formes Manonis villam vers 1023, Mannavilla vers 1025, Manneville in Planis en 1276.
Signification : « la grande ferme, le grand domaine » de -ville domaine rural, village et main(e), grand en français médiéval. La forme normande est normalement man(ne).
Le complément ès-Plains, qui apparait sous la forme in planis en 1276, s'applique à une petite région, ancien « pays des Plains », correspondant approximativement au Canton de Saint-Valery-en-Caux, signifiant « campagne découverte » et la préposition es, construction de « en les », est rare en toponymie.

## Histoire
Un aureus (denier d'or) romain datant de Vespasien a été trouvé dans la commune en 1863.

## Politique et administration

### Rattachements administratifs et électoraux
La commune se trouve depuis 1926 dans l'arrondissement de Dieppe du département de la Seine-Maritime. Pour l'élection des députés, elle fait partie depuis 2012 de la sixième circonscription de la Seine-Maritime.
Elle fait partie depuis 1793 du canton de Saint-Valery-en-Caux. Dans le cadre du redécoupage cantonal de 2014 en France, ce canton, dont la commune est toujours membre, est modifié, passant de 14 à 77
communes.

### Intercommunalité
La commune est membre de la communauté de communes de la Côte d'Albâtre.

### Liste des maires
| Période                                  | Période                    | Identité           | Étiquette | Qualité                                                                               |
| ---------------------------------------- | -------------------------- | ------------------ | --------- | ------------------------------------------------------------------------------------- |
| Les données manquantes sont à compléter. |                            |                    |           |                                                                                       |
| 1851                                     | 1856                       | Charles-Louis Canu |           |                                                                                       |
| 1860                                     |                            | Rocquigny          |           |                                                                                       |
| 1935                                     |                            | Gouard             |           |                                                                                       |
| avant 1995                               |                            | André Gouard       | DVD       |                                                                                       |
| Les données manquantes sont à compléter. |                            |                    |           |                                                                                       |
| mars 2001                                | mars 2008                  | Hubert Paumelle    |           |                                                                                       |
| mars 2008                                | En cours (au 10 août 2020) | Gérard Fouché      |           | Vice-président de la CC de la Côte d'Albâtre (2014 → ) Réélu pour le mandat 2020-2026 |

### Politique de développement durable
En 2018, la communauté de communes de la Côte d'Albâtre réalise linstallation d'un réseau d'assainissement relié à la station d’épuration de Saint-Valery-en-Caux.

## Population et société

### Démographie
L'évolution du nombre d'habitants est connue à travers les recensements de la population effectués dans la commune depuis 1793. Pour les communes de moins de 10 000 habitants, une enquête de recensement portant sur toute la population est réalisée tous les cinq ans, les populations de référence des années intermédiaires étant quant à elles estimées par interpolation ou extrapolation. Pour la commune, le premier recensement exhaustif entrant dans le cadre du nouveau dispositif a été réalisé en 2004.

En 2022, la commune comptait 313 habitants, en évolution de +16,79 % par rapport à 2016 (Seine-Maritime : +0,35 %, France hors Mayotte : +2,11 %).
| 1793 | 1800 | 1806 | 1821 | 1831 | 1836 | 1841 | 1846 | 1851 |
| ---- | ---- | ---- | ---- | ---- | ---- | ---- | ---- | ---- |
| 820  | 700  | 707  | 738  | 744  | 740  | 734  | 714  | 660  |

| 1856 | 1861 | 1866 | 1872 | 1876 | 1881 | 1886 | 1891 | 1896 |
| ---- | ---- | ---- | ---- | ---- | ---- | ---- | ---- | ---- |
| 602  | 559  | 568  | 531  | 495  | 390  | 419  | 467  | 408  |

| 1901 | 1906 | 1911 | 1921 | 1926 | 1931 | 1936 | 1946 | 1954 |
| ---- | ---- | ---- | ---- | ---- | ---- | ---- | ---- | ---- |
| 377  | 380  | 392  | 330  | 330  | 341  | 333  | 285  | 282  |

| 1962 | 1968 | 1975 | 1982 | 1990 | 1999 | 2004 | 2006 | 2009 |
| ---- | ---- | ---- | ---- | ---- | ---- | ---- | ---- | ---- |
| 272  | 186  | 177  | 156  | 226  | 258  | 256  | 254  | 265  |

| 2014 | 2019 | 2022 | - | - | - | - | - | - |
| ---- | ---- | ---- | - | - | - | - | - | - |
| 269  | 304  | 313  | - | - | - | - | - | - |

### Enseignement
Les enfants de la commune sont scolarisés au sein du regroupement pédagogique intercommunal (RPI)  de Gueutteville-les-Grès.

## Culture locale et patrimoine

### Lieux et monuments

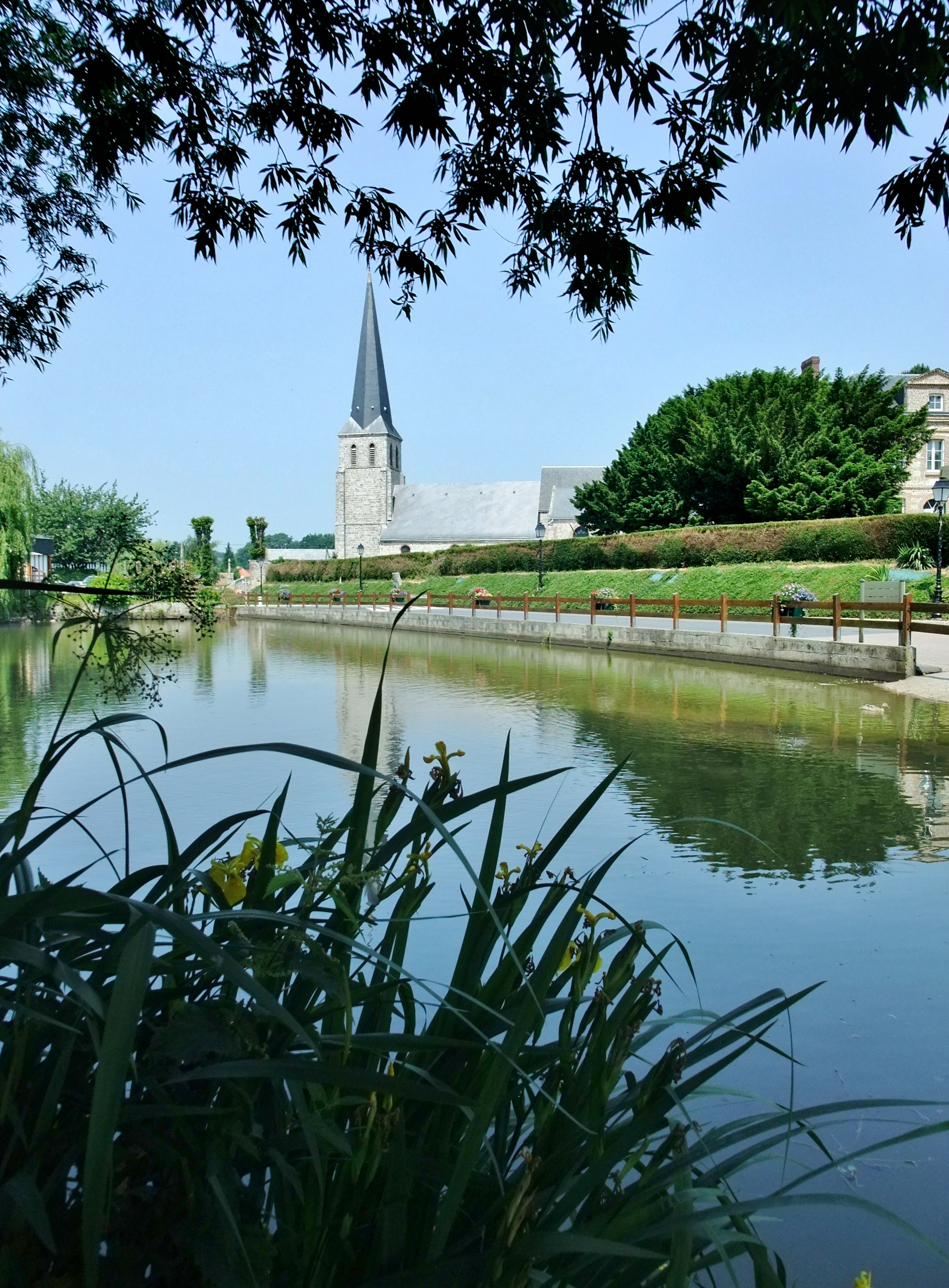
Église de Manneville-es-Plains

- L'église Notre-Dame, construction en belles et solides pierres en grès, réparée et embellie à la suite du grand incendie de 1835 par Charles Robert.
L'abbé Cochet en donnait cette description en 1871 : « La nef, détruite en 1849, était du XIe siècle. Elle a été remplacée par une construction en style ogival. Le clocher, tombé en 1673, a été refait à neuf en 1850. Le chœur, brûlé en 1840, a été reconstruit en 1842 en style du XIIIe siècle, sauf les murs de grès qui sont un reste du XVIe siècle[20] »
- Manoir de 1460, propriété privée, jouxtant l'église[29].
- Le presbytère en brique bâti en 1859.
- La mairie et l'école des garçons : construction ogivale en brique élevée en 1859.
- L'école des filles créée en 1861.
- La maison « L'Oriflamme », anciennement une épicerie, mercerie et café, bâtie en 1859.
- Sentier de randonnée en « 8 » reliant le village vers Veules-les-Roses et Saint-Valery-en-Caux.

### Personnalités liées à la commune
- Augustin Guillaume Hochet, homme politique né le 18 février 1751 à Manneville-es-Plains et mort dans la même commune le 12 avril 1829.
- Gustave Canu (1814-1902), général de division, grand-croix de la Légion d'honneur, né et mort dans la commune.

### Héraldique
| Armes de Manneville-ès-Plains | Les armes de la commune de Manneville-ès-Plains se blasonnent ainsi : Tiercé en pairle renversé: au 1er de gueules à la volute de crosse d'or, au 2e d'or à la feuille de chêne de sinople, au 3e d'azur à la nef flammée d'argent, la voile de gueules chargée de deux léopards d'or, armé et lampassés d'azur, l'un au-dessus de l'autre. Adopté le 31 janvier 2014. Les deux léopards d'or sur champ de gueules rappellent les armes de la Normandie. |